# Manuel García Pueblita
Manuel García Pueblita (Pátzcuaro, Mich.1820 - Uruapan, Mich 23 de junio de 1865) fue un militar mexicano, que participó en diferentes conflictos bélicos en México durante el siglo XIX. Considerado por sus contemporáneos como un astuto guerrillero, alcanzó en el Ejército Mexicano, el grado de general de brigada.

## Biografía

### Primeros años.
Nació en Pátzcuaro, Michoacán, en 1820. En su juventud ejerció el oficio de carpintero. A la edad de 20 años, el 17 de junio de 1840, se casó con Francisca Buitrón, en el curato de Pátzcuaro, con la cual tendría al menos 3 hijos. Al poco tiempo de casarse, cambió su residencia a la capital del estado, Morelia, donde se seguiría desempeñando como un conocido artesano.

### Intervención estadounidense.
Durante la intervención estadounidense en México, el gobierno de Michoacán, dirigido por Melchor Ocampo, formó el Batallón de Guardia Nacional Matamoros de Morelia, conformado por ciudadanos de la capital del estado, en el cual se alistó Manuel García Pueblita, comenzando así su vida en la milicia. El 18 de abril de 1847 se le expidió el despacho de subteniente de la 4a. Compañía de fusileros. El Batallón Matamoros de Morelia marchó hacia la Ciudad de México el 27 de mayo de 1847 para participar en la defensa de la capital de la república ante el avance estadounidense. Dicho batallón tuvo una destacada participación en las jornadas del 12 y 13 de septiembre defendiendo exitosamente de los ataques norteamericanos el hornabeque situado al pie del Castillo de Chapultepec en dirección a la hacienda de la Condesa; no obstante, una vez que las tropas invasoras arrasaron por el lado poniente al Batallón Activo de San Blas y tomaron una a una las defensas del Castillo, el Matamoros de Morelia quedó bajo dos fuegos, teniendo que replegarse hacia la garita de San Cosme, para posteriormente retirarse con el resto de las fuerzas mexicanas a la ciudad de Querétaro.

### Revolución de Ayutla.
Al instalarse la dictadura santanista en 1853, Manuel García Pueblita al igual que muchos otros liberales, tuvieron que salir de la ciudad de Morelia y las principales ciudades del país. El gobierno central mandó diversas circulares a los gobernadores y comandantes militares de los departamentos para que, los que fueran desafectos al régimen fueran vigilados y confinados a poblaciones pequeñas; es de este modo que García Pueblita cambió su lugar de residencia a la villa de Quiroga.
Una vez promulgado el Plan de Ayutla el 1 de marzo de 1854, desconociendo el gobierno de Santa Anna, la efervescencia revolucionaria se esparció por Michoacán. El 6 de mayo Epitacio Huerta proclamó dicho Plan en Coeneo, y se dirigió a la villa de Quiroga donde García Pueblita se le unió; juntos planearon la toma de Erongarícuaro. Juan Álvarez, líder indiscutible de la Revolución, reconoció a Epitacio Huerta como dirigente de la sublevación en Michoacán y lo ascendió a coronel, situación similar sucedió con García Pueblita, que pasó de capitán a coronel en esta época. 
Entre los combates más destacados en los que participó, esta la toma de Uruapan y de Aguililla en junio de 1854, así como la derrota que sufrió en Taretan durante este mismo mes. Sintiéndose fuertes los jefes Epitacio Huerta, Manuel García Pueblita y Eutimio Pinzón atacaron la plaza de Morelia el 24 de noviembre, siendo derrotados por la guarnición de la plaza. Para 1855 Huerta y García Pueblita se dirigieron a las colindancias de Jalisco y Michoacán para propagar la Revolución. Con la suma al movimiento de hombres como Santos Degollado y Luis Ghilardi, la Revolución cobró gran ímpetu; la batalla más destacada de este año fue la toma de Puruándiro el 18 de marzo. Posteriormente García Pueblita se unió a las fuerzas de Ignacio Comonfort en la campaña final contra la dictadura en el estado de Jalisco. Una vez triunfante la Revolución, Epitacio Huerta y García Pueblita tomaron posesión de la capital michoacana el 23 de septiembre de 1855. La Revolución de Ayutla fue la consolidación de García Pueblita como militar. El 1 de diciembre de 1855 el presidente Juan Álvarez le extendió su patente como general de brigada.

### Guerra de Reforma.
Al comenzar la Guerra de Reforma se unió al bando liberal. El 2 de marzo de 1858 junto al general Emilio Langberg y el gobernador del Estado de México Sabas Iturbide, intentaron tomar Maravatío, siendo rechazados por el general conservador Marcelino Cobos. De nueva cuenta García Pueblita se unió a Epitacio Huerta para hacer la guerra en Michoacán; no obstante, en esta ocasión no se presentaron grandes batallas en la entidad, más bien, las batallas principales se desarrollaron en los estados de Jalisco, Guanajuato y San Luis Potosí, por lo que los jefes michoacanos participaron activamente en estos estados con sus respectivas brigadas.
García Pueblita desplegó gran actividad en Guanajuato, el 23 de mayo de 1858 atacó Irapuato, el 27 Salamanca, días después Salvatierra; a principios de junio Romita, y de nueva cuenta Salvatierra, Valle de Santiago, Salamanca, Irapuato y Guanajuato capital. Fue derrotado por Leonardo Márquez el 12 de agosto en Acámbaro; partiendo al Estado de México a continuar la guerra, tomando el pueblo de Ixtlahuaca el 18 de septiembre. Estuvo presente en la batalla de Tacubaya, donde el Ejército liberal sufrió una completa derrota, y que dio origen al episodio conocido como de los Mártires de Tacubaya. 
En esta época se distanció de Epitacio Huerta, a partir de este momento mantuvieron una rivalidad política y militar, a pesar de seguir luchando en el mismo bando. Para 1859 siguió combatiendo a los conservadores en el sur de Jalisco, haciendo la campaña en compañía de distintos generales en el centro del país, hasta el triunfo definitivo del bando liberal en la batalla de Calpulalpan en diciembre de 1860.

### Intervención francesa.
Durante los primeros meses de la Intervención francesa García Pueblita permaneció en Michoacán. Es hasta principios de 1863 cuando el gobierno de la república lo llama a servir en el Ejército del Centro bajo el mando de Ignacio Comonfort, en el marco del segundo avance sobre Puebla de los franceses. La misión de este Ejército era prestar apoyo logístico y militar al Ejército de Oriente de Jesús González Ortega, que debía resistir a los franceses en el perímetro fortificado de la capital poblana. Una vez perdida Puebla y abandonada la Ciudad de México por parte del gobierno republicano, García Pueblita que, en un primer momento había marchado hacia el norte con el resto de las tropas, se desprendió con una pequeña escolta para volver a Michoacán, el lugar que mejor conocía para hacer la guerra de guerrillas.
Fue su centro de operaciones la línea norte de Michoacán, al mismo tiempo que según lo permitieran las circunstancias hacía incursiones en los estados de Jalisco, Guanajuato y Querétaro. Entre las acciones de guerra más importantes en las que participó en 1864, se encuentran la derrota que sufrió en Valle de Santiago el 2 de febrero, el ataque que dio a la ciudad de Pátzcuaro el 24 de julio, también con resultado adverso; y su oportuna intervención en la hacienda de Tocumbo para evitar que las tropas republicanas de José María Arteaga fueran completamente derrotadas por el coronel francés Clinchant, al proteger con su brigada la retirada de las tropas republicanas que iban en franca dispersión. En el mes de diciembre tuvo encuentros con los imperialistas en Taximaroa y Tuxpan. 
En 1865 continúo muy activo. El 13 de marzo tomó la Villa de Quiroga y el 25 del mismo mes derrotó al imperialista Issasi en las inmediaciones de Puruándiro. Por todo esto, como represalia, su esposa, sus hijos, el servicio doméstico de su casa y las personas que frecuentaban su hogar fueron encarcelados por ordenas de la comandancia militar imperial en la ciudad de Morelia. Su última victoria como militar fue el 16 de junio, cuando derrotó en los Reyes a los imperialistas Simón Diosdado y Antonio Marín. 

### Muerte y honores póstumos.
García Pueblita había recibido órdenes de marchar a Uruapan a recibir órdenes del cuartel general republicano, por lo que llegó con una pequeña escolta a la ciudad el 23 de junio de 1865, el grueso de su división se había quedado en San Juan Parangaricutiro reponiéndose de las fatigas de la campaña. Lo que desconocía García Pueblita era que ante la inminente llegada de una columna imperialista franco-mexicana, el cuartel general había decidido evacuar Uruapan la noche anterior, por lo que no encontró a nadie del Ejército. Aún con esta advertencia decidió quedarse a almorzar, poco minutos después, alrededor del medio día se escuchó el tropel de los caballos y el paso veloz de la infantería, no hubo tiempo para nada, la primera descarga la recibió su escolta, los que pudieron montar a caballo y huir lo hicieron, el general García Pueblita quedó rodeado en la casa donde se encontraba, brincó primero algunas bardas recorriendo algunos predios, llegando hasta la casa situada al poniente de la cuadra, donde no pudiendo seguir escapándose optó por esconderse en el tejado, la casa fue registrada cuidadosamente por oficiales y soldados franceses, descubriendo al general y matándolo en el acto.  